# Microlophus bivittatus
Microlophus bivittatus — вид ящериц из семейства Tropiduridae, эндемик острова Сан-Кристобаль. Имеет статус вида, близкого к уязвимому положению.

## Описание

### Внешний вид
Ящерица средних размеров: длина туловища самца без учёта длины хвоста — около 7 см, самки — около 6 см. Общая длина составляет от 15,7 до 16,8 см. (По другим данным, общая длина тела самца 26,8 см, самки — около 23,8 см.)

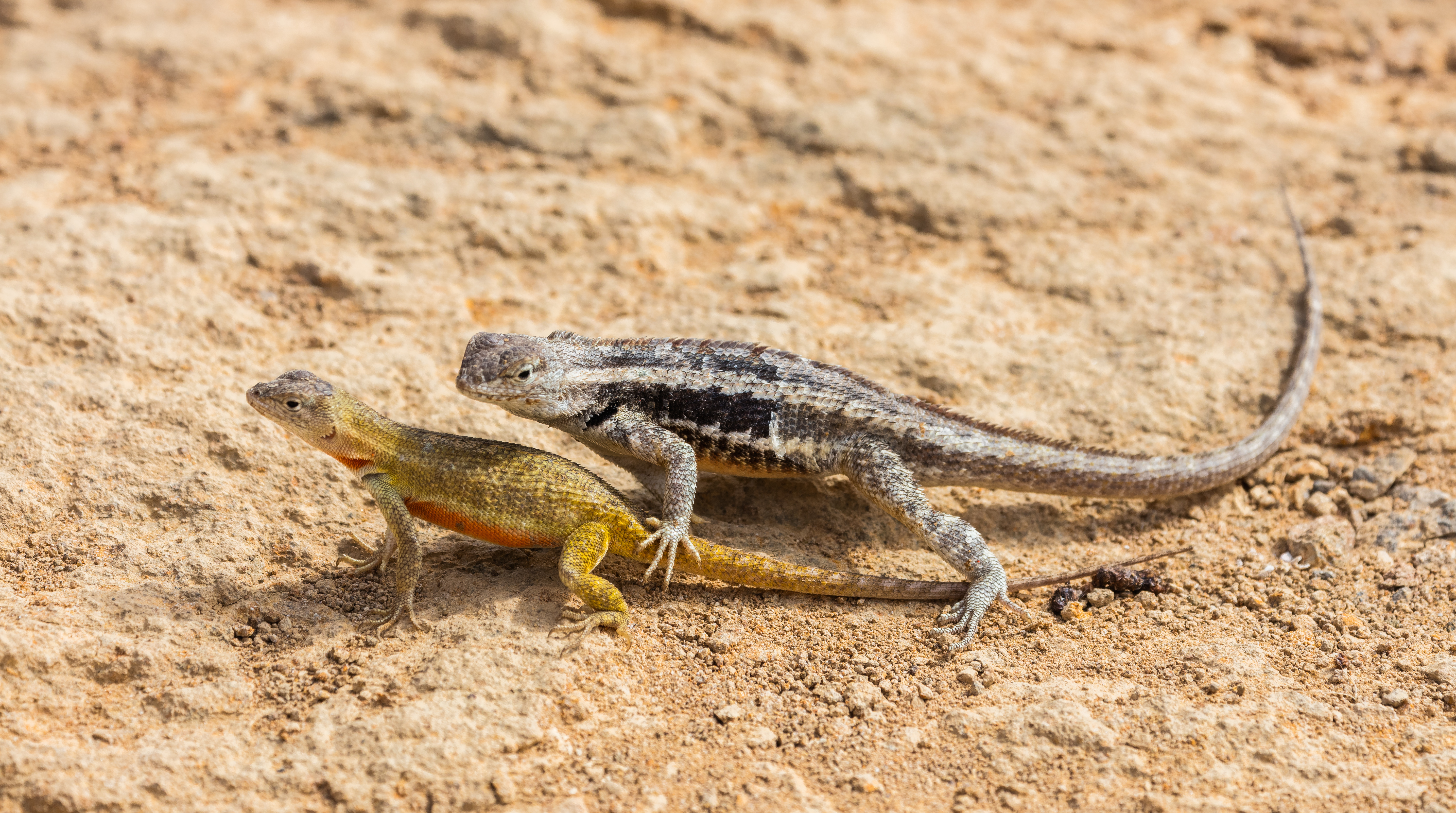
Самец и самка Microlophus bivittatus

Окраска может варьироваться; кроме того, у взрослых особей присутствует половой диморфизм. Самцы сверху окрашены в бурый или серый цвет, от шеи к основанию хвоста идут две светлые полосы, низ тела желтоватый с оранжевым оттенком. В области плеча у них имеется чёрная полоса. Самки также окрашены в серо-коричневые тона, но отличаются жёлтым отливом и оранжевым окрасом нижней части тела.
Чешуйки средней величины, килевидные, находящие друг на друга (за исключением области головы, где они более гладкие и крупные). У взрослых самцов спинные чешуйки образуют невысокий гребень, идущий от затылка до хвоста.

### Образ жизни
Ящерицы Microlophus bivittatus предпочитают засушливые территории. Селятся на небольшой высоте, встречаются в прибрежных зонах, в том числе на каменистых пляжах и в областях, покрытых кустарником.
Бо́льшую часть дня ящерицы греются и кормятся на камнях, но их также можно встретить на земле, в траве, на кустарниках, кактусах и деревьях, на высоте до 4 м. В наиболее жаркое время суток они прячутся в тень, оставаясь, однако, активными. Ночь проводят в расщелинах скал, под опавшей листвой, в траве или на ветках деревьев. В случае опасности также скрываются в расщелинах. Как самцы, так и самки отличаются ярко выраженным территориальным поведением, защищая место своего обитания от других ящериц того же пола.

### Питание
Ящерицы данного вида, как и другие представители рода Microlophus, относительно всеядны. Они питаются преимущественно муравьями, но также мотыльками, сверчками, жуками, стрекозами, крабами, многоножками, пауками, червями. Их рацион включает также растительную пищу, в частности, плоды Bursera graveolens и листья Parkinsonia aculeata.

### Размножение
Microlophus bivittatus — яйцекладущие ящерицы. Брачный сезон и период откладывания яиц начинаются в конце декабря — начале января (по другим данным — в феврале-марте). В кладке бывает от одного до четырёх яиц.

## Распространение
Представители вида Microlophus bivittatus являются эндемиками острова Сан-Кристобаль и близлежащих мелких островов.

## Систематика
Вид впервые был описан Вильгельмом Петерсом в 1871 году. Ранее его относили к роду Tropidurus.
Видовое название bivittatus, отражающее особенность внешнего вида этих ящериц, образовано от лат. bi- — «двойной» и vitta — «лента, повязка».
В англоязычных источниках употребляется название San Cristóbal lava lizard (в переводе с англ. — «лавовая ящерица острова Сан-Кристобаль»).

## Охранный статус
В Красном списке угрожаемых видов Microlophus bivittatus имеет статус вида, близкого к уязвимому положению. Основную угрозу для него представляют домашние кошки, завезённые на остров. Серьёзного урона популяции они пока не нанесли, и вид остаётся достаточно широко распространённым. В последние годы наблюдается снижение количества молодых особей, однако неизвестно, связано ли оно с истреблением кошками или объясняется естественными флуктуациями численности. Ввиду этого необходим постоянный мониторинг популяции.